# Mowafaq Tarif
Mowafaq Tarīf ( en árabe: موفق طريف , en hebreo: מוואפק טריף ) es un jeque y líder espiritual de los drusos en Israel.
Nació en 1963 en la ciudad de Julis, en el distrito Norte de Israel. Desde 1753, su familia ha estado al frente de la comunidad drusa durante el dominio otomano, luego el británico y finalmente en Israel. 
En 1993, heredó el cargo de líder espiritual tras la muerte de su abuelo, el Sheikh Amin Tarif.
En enero de 2004, Tarif firmó una declaración llamando a los no-judíos que vivían en Israel a observar las Leyes de Noé. El alcalde de la ciudad árabe de Shefa-'Amr también firmó el documento.